# Franciscus Perreer

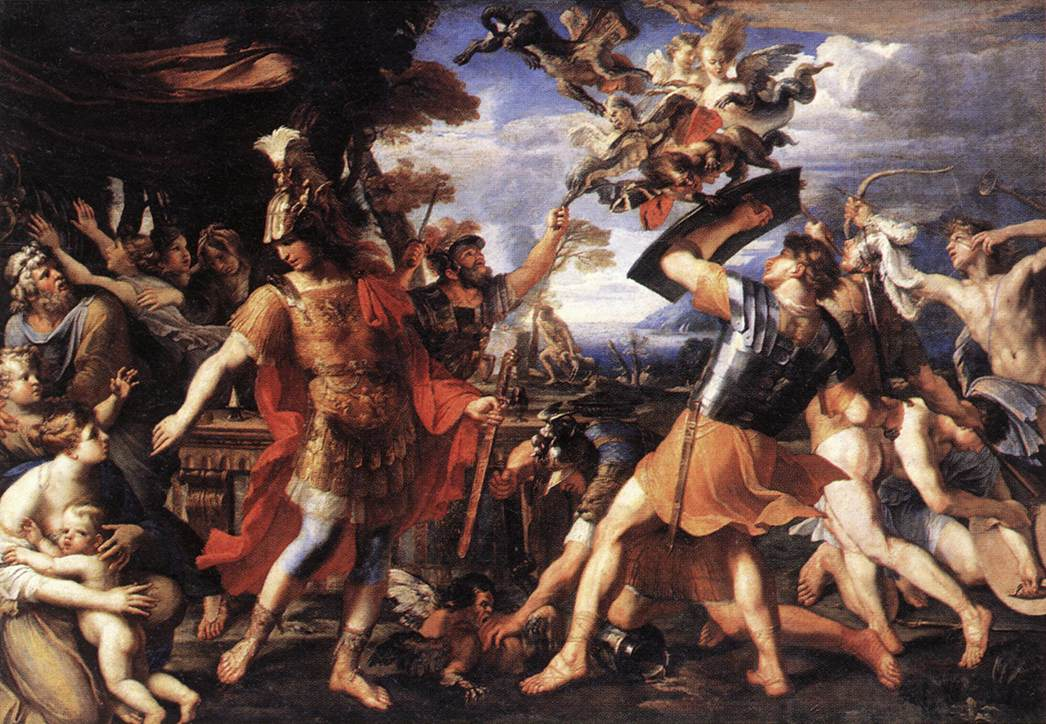
Aeneas bevechten de Harpij

 Franciscus Perreer (Pontarlier, 1590 – Parijs, juli 1650), was een Frans schilder en etser.
- Art Gallery of South Australia: 10290
- Biblioteca Nacional de España: XX1528177
- Bibliothèque nationale de France: cb125619488 (data)
- Stuttgart Database of Scientific Illustrators 1450–1950: 3669
- Gemeinsame Normdatei: 122224655
- International Standard Name Identifier: 0000 0001 2247 8185
- KulturNav: e49ef1e7-2e7f-47c4-a8b8-8e0f2986fff0
- Library of Congress Control Number: n85049439
- Nationale Bibliotheek van Tsjechië: xx0086235
- Nationale Bibliotheek van Israël: 987007272017605171
- Nationale Bibliotheek van Polen: a0000001999745
- Nederlandse Thesaurus van Auteursnamen: 146050533
- RKD-Nederlands Instituut voor Kunstgeschiedenis: 62768
- Istituto Centrale per il Catalogo Unico: BA1V001377
- Système universitaire de documentation: 13624811X
- Union List of Artist Names: 500012811
- Virtual International Authority File: 2588852
- WorldCat: E39PBJrckbwj6mkY767d8wvWDq